# Ян Бок
Ян Бок (нім. Jan Bok; *25 грудня 1569, Ветошов, Лужиця — †12 листопада 1621, Угерський Брод) — угорський письменник і поет, який писав латинською мовою, історик, політик і дипломат.

## Біографія
Навчався в Дрездені і Віттенберзі. Був учнем лужицького математика, астронома, медика і протестантського реформаторського діяча Каспара Пойцера, який був знайомий з релігійним діячем Філіпом Меланхтоном.
Близько 1590 переїхав до Угорщини, де викладав в євангельській школі в Банській Штявниці. У 1594 взяв на себе керівництво Євангелічними школами в Пряшеві й Кошицях. У 1596 отримав науковий ступінь доктора філософії у Віттенберзі. Носив титул імператорського придворного поета «Poeta laureatus ceasareus», який йому присвоїв угорський король Рудольф II. З 1599 був ректором університету в Кошицях. У 1603 був обраний головою міського муніципалітету. У 1604 був призначений міським суддею.
Був послідовником трансільванського князя Іштвана Бочкая, який був вождем антигабсбурзького повстання, за що за наказом Рудольфа II був заарештований і переправлений до Відня і потім поміщений в темницю в Білій вежі в Празі на довічне ув'язнення. За клопотанням його дружини був звільнений з ув'язнення 1 грудня 1600. У наступному році отримав помилування від Рудольфа I. Пізніше був призначений губернатором Габором Бетленом директором бібліотеки в Дюлафехерварі. З 1618 служив дипломатом.
Найвідомішими його творами є його вірші, твір епістолярного жанру «Relatio» і «Olympyas carceraria», який є його особистим щоденником.

## Твори
- «Celadon. Ecloga… Bartphae», Erzsébetet 1594;
- «Ungaria gratulans ser principi ac domino Maximiliano archiduci Austriaco… cum partes Ungariae Superioris ingreditur». Bártfa, 1595;
- «Elegiae duae. Altera M. Joannis Bocatii P. L. altera P. Joannis Balogi Th. amincis lectoribus exhibendae», Bártfa, 1595;
- «Oratio de profanitate Turcicae religionis, deque rebellionis maledicti regni initiis et incrementis». Wittenberg, 1596;
- «Siracides vel Ecclesiasticus Jesu, filii Sirach, Paraeneses ad vitam bene beateque transigendam in locos communes redactae et versibus elegiacis redditae». 1596;
- «Castra temperantiae». Bártfa, 1597;
- «Musae parentales. U. ott», 1598;
- «Munus Judiciale. U. ott», 1598;
- «Novus Annus. U. ott». 1599;
- «Hungaridos libri poematum», Bártfa, 1599;
- «Commentatio epistolica de legatione sua ad Stephanum Bocskay. Transilvaniae principem, et suscepta cum eo anno», 1605;
- «Olympias Carceraria», 1611;
- «Salamon Hungaricus vel de Mathiae Corvini, potentissimi ac felicissimi… Hungariae regis… dictis. Cassoviae». 1611;
- «Militia S. Georgii. U. ott». 1612;
- «Hebdomelodia Psalmi 103. U. Ott», 1614;
- «Anser nuptialis. U. Ott», 1618;
- «Historia Parasceve. U. Ott», 1621.

## Пам'ять
У Фечау на стіні Сербсько-німецької церкви прикріплена меморіальна табличка, присвячена Яну Боку.